# Xanthophenax annulicornis
Xanthophenax annulicornis är en stekelart som först beskrevs av André Seyrig 1935.  Xanthophenax annulicornis ingår i släktet Xanthophenax och familjen brokparasitsteklar. Inga underarter finns listade i Catalogue of Life.